# مونسيراتو
مونسيراتو، (بالإنجليزية: Monserrato)‏، (سردينيا: Pauli or Paull)، هي بلدية في مدينة كالياري الحضرية، جنوب سردينيا، إيطاليا، وتقع على بعد حوالي 5 كيلومترات (3 ميل) شمال شرق كالياري.

## السكان
في سنة 1871 بلغ عدد السكان  نسمة، وتطور العدد ليصل في سنة 2011 لـ 20٬449 نسمة.
يظهر هذا المخطط البياني تطور النمو السكاني لـ مونسيراتو